# Zellhof (Gemeinde Mattsee)
Zellhof ist eine Gruppe von Maierhofgebäuden mit der Filial- und Wallfahrtskirche Mutter Gottes (Maria Zellhof) des Stiftes Mattsee in der Marktgemeinde Mattsee im Salzburger Land. Die denkmalgeschützte Gesamtanlage, die innerhalb des Landschaftsschutzgebiets Trumerseen liegt, wird heute von den Pfadfindern genutzt.

## Geografische Lage
Typisch für die Moränenlandschaft des Salzburger Alpenvorlandes, die von der letzten Eiszeit gebildet wurde, sind relativ flache Seen mit ausgedehnten Schilfgürteln und Mooren. Genau dort, wo Obertrumersee, Grabensee und Mattsee (Tumer Seen) beinahe zusammentreffen, liegt der Weiler Zellhof heute.
Nachbarorte
|                      | Gransdorf (Gem. Berndorf b.Sbg.) Grabensee  |                 |
| Fraham (Gem. Seeham) | Kompassrose, die auf Nachbargemeinden zeigt | Aug Mattsee     |
|                      | Obertrumer See                              | FischingMattsee |

### Naturraum
Ursprünglich lag der Zellhof auf einer Landbrücke zwischen Obertrumersee und Grabensee und war von Mattsee aus nur per Fährboot erreichbar, wovon heute noch die Ortsbezeichnung Überfuhr zeugt. Die drei Seen waren durch schmale Durchlässe im Schwemmland miteinander verbunden. Ständige Überschwemmungen vernichteten bei starken Regenfällen oder der Schneeschmelze die Saaten auf den Feldern. Deshalb versuchte man seit dem ausgehenden 19. Jahrhundert, durch Kanaldurchstiche das Problem in Griff zu bekommen. Damals wurden bereits im Zuge der Neuanlage der Straßen im Seenbereich Dämme aufgeschüttet und Brücken gebaut. Während des Ersten Weltkrieges konnten weitere Landaufschüttungen unter Heranziehung von Kriegsgefangenen durchgeführt werden.
Der Meierhof liegt heute direkt im Naturschutzgebiet Trumerseen (NSG 1), das die ganzen drei Seen mit moorigem Uferbereich umfasst, ist aber davon ausgenommen, und als Landschaftsschutzgebiet Trumerseen im Ausmaß von 6,3 Hektar deklariert (LSG 60). Im Besonderen grenzt östlich das Wasenmoos (auch Zellhofer Moor, Moorwald, Moorbad genannt) an.

## Geschichte

### Frühe Geschichte und Wallfahrtsstätte
Der Zellhof liegt in einem alten Siedlungsgebiet, so konnte nördlich in unmittelbarer Nähe des Zellhofes eine prähistorische oder frühmittelalterliche Ringwallanlage nachgewiesen werden.

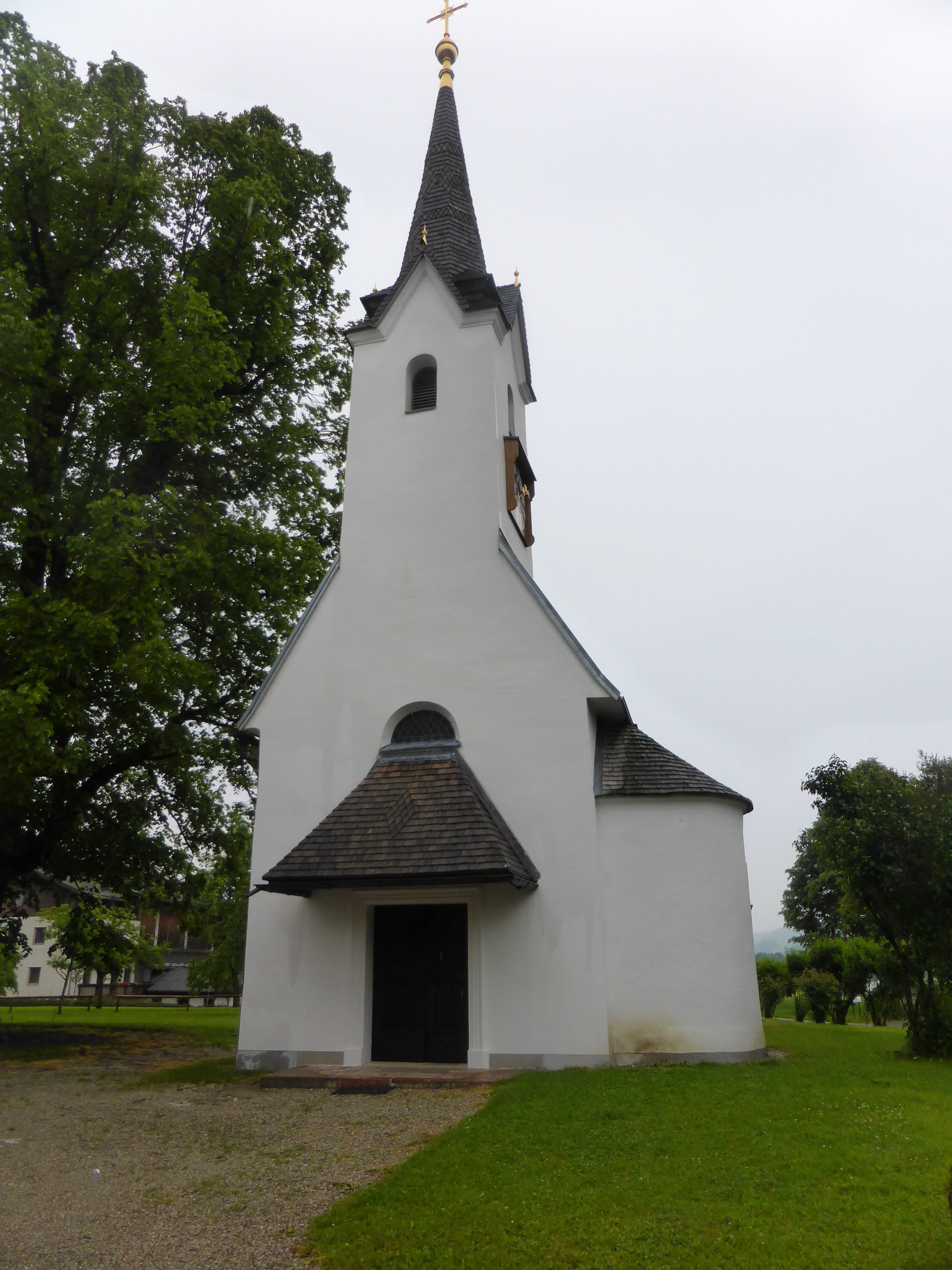
Filialkirche zur Hl. Mutter Gottes

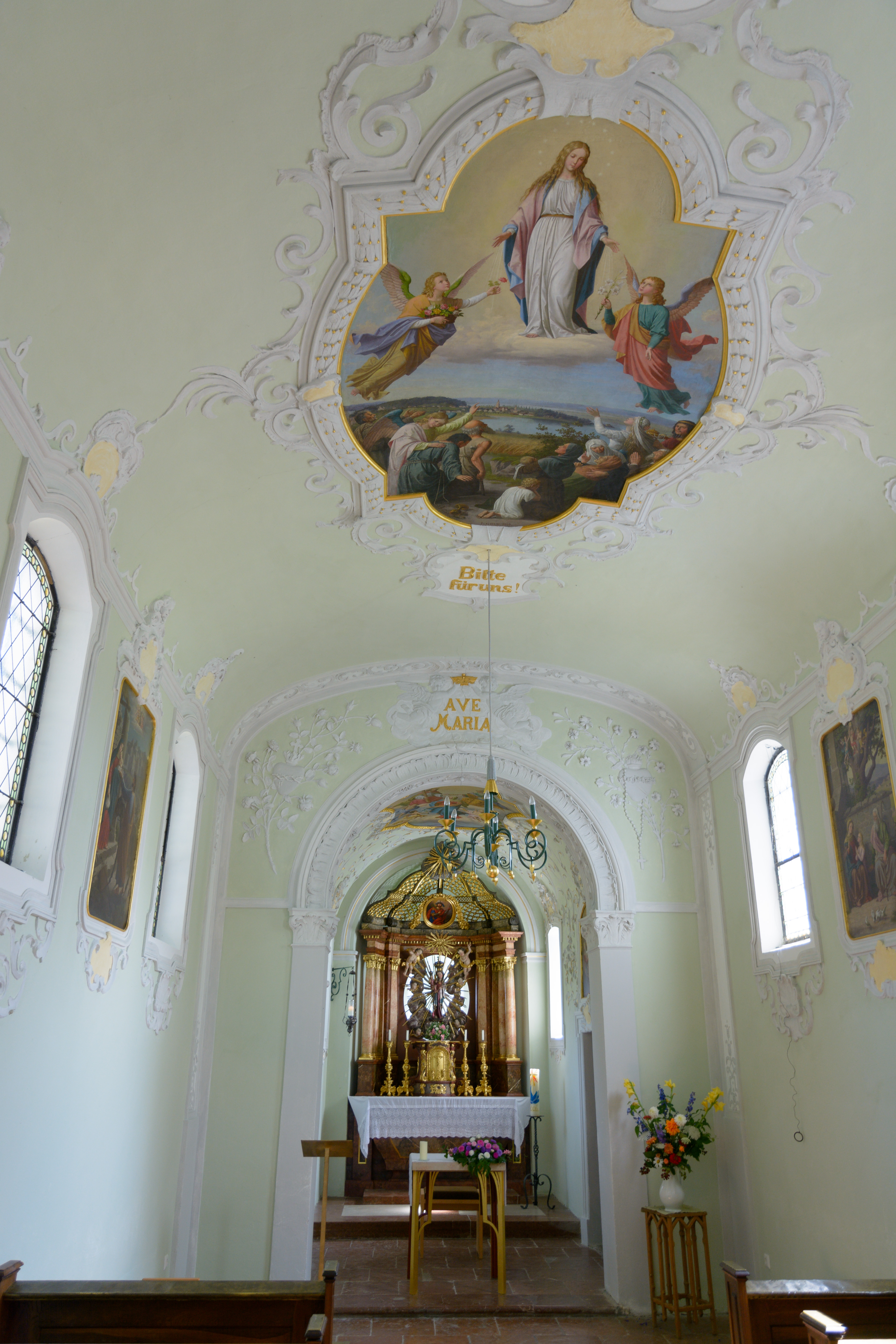
Kircheninneres

Am Zellhof befindet sich neben der mächtigen alten Kirchenlinde eine 1458 erstmals erwähnte, zuerst dem Hl. Georg und später der Gottesmutter geweihte Kapelle, die heute eine Filialkirche des Stiftes Mattsee ist. Am 25. April 1458 wurde der Georgskapelle im Zellhof ein Ablassrecht verliehen.
Im ausgehenden 17. Jahrhundert erlebte der Zellhof mit seinem heilkräftigen Gnadenbründl und einem geschnitzten Gnadenbild der Muttergottes – eine Kopie der Schwarzen Madonna von Altötting – erneut einen Aufschwung als Wallfahrtsort, wovon zahlreiche Votivbilder Zeugnis geben. So werden dort noch heute Krücken angeblich genesener Pilger und Holzkreuze von Prozessionen als Relikte aus der großen Wallfahrtszeit aufbewahrt.
Für die Capella Sancti Georgii martyris in Cella wurde Mitte des 18. Jahrhunderts die Bezeichnung capella regia üblich, da die Kirche von der fürsterzbischöflichen Hofkammer verwaltet wurde. Durch die Wallfahrt wurde die Kirche sehr wohlhabend und im 18. Jahrhundert zu einem nachgefragten Geldverleiher. Sie gehörte – wie auch das Stift Mattsee – zum Bistum Passau.
Bei einer umfassenden Renovierung in den Jahren 2000 bis 2004 konnten auch bauhistorische Untersuchungen durchgeführt werden. Dabei zeigte sich, dass das aufgehende Mauerwerk des Baus aus der Barockzeit stammt. Im Inneren der Kirche konnten im Chorbereich je drei vermauerte Nischen freigelegt werden. Der Grundriss des Baus, einer Saalkirche mit Chorquadrat und halbkreisrunder Apsis, die Art des Mauerwerks im Chor und die an einer Stelle in diesem Bereich dokumentierte Wanddekoration mit Fugenstrich weisen den ursprünglichen Kirchenbau als romanisch aus. Da die Fundamente der südlichen romanischen Apsismauer zwei ältere Bestattungen störten, ist mit einer noch früheren Besiedlung des Ortes zu rechnen.

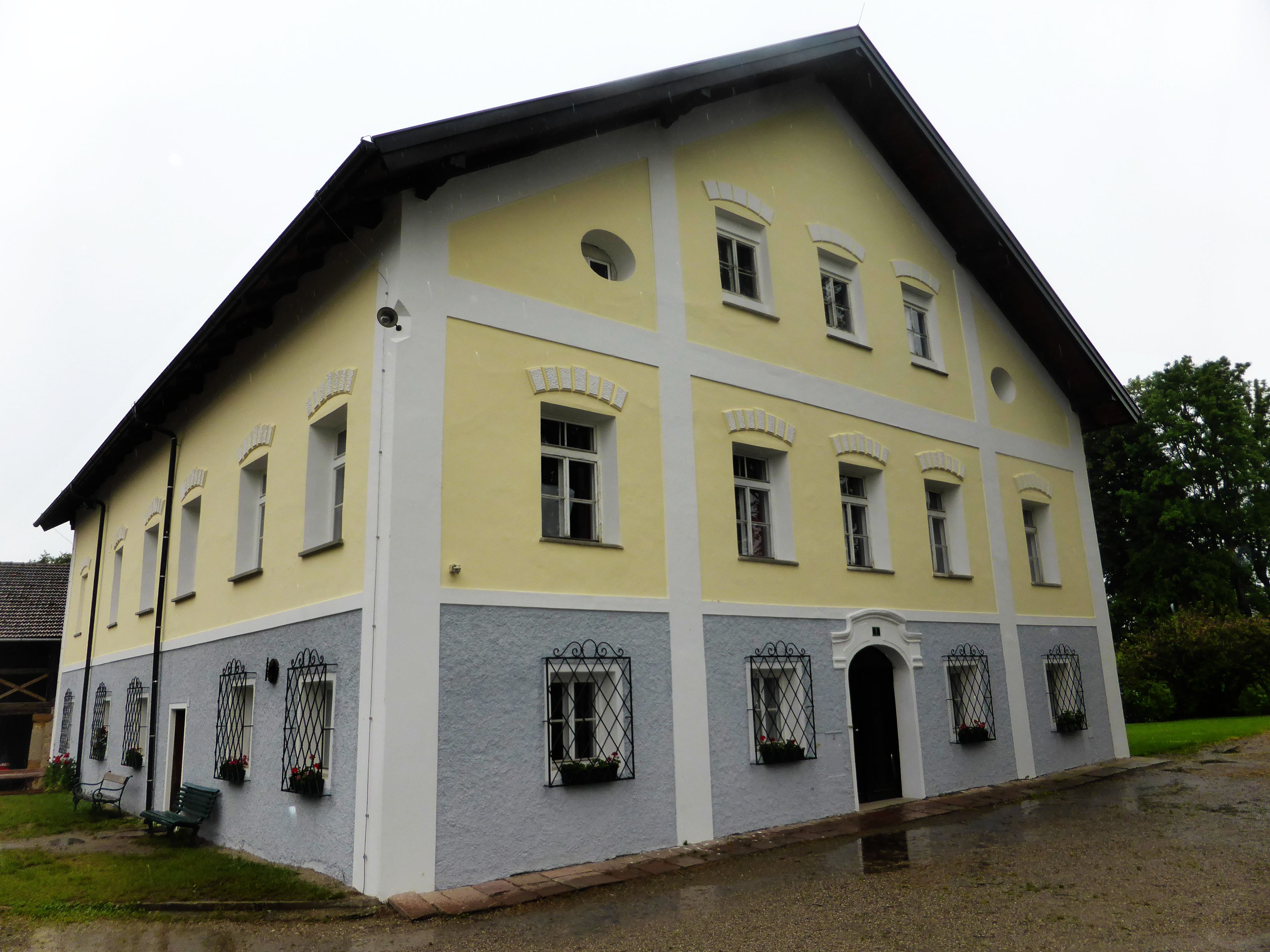
Hauptgebäude Zellhof

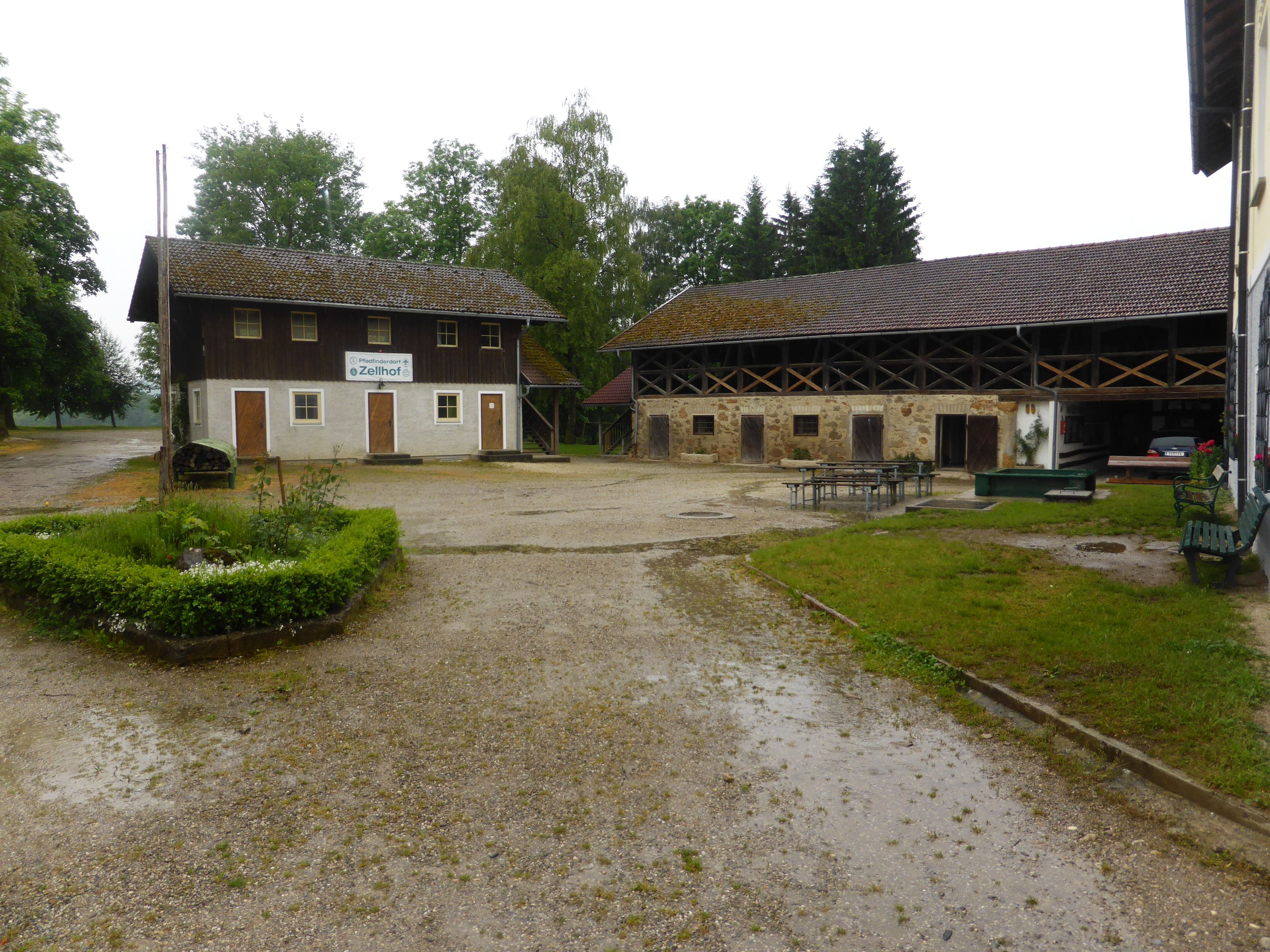
Ehemaliger Gutshof

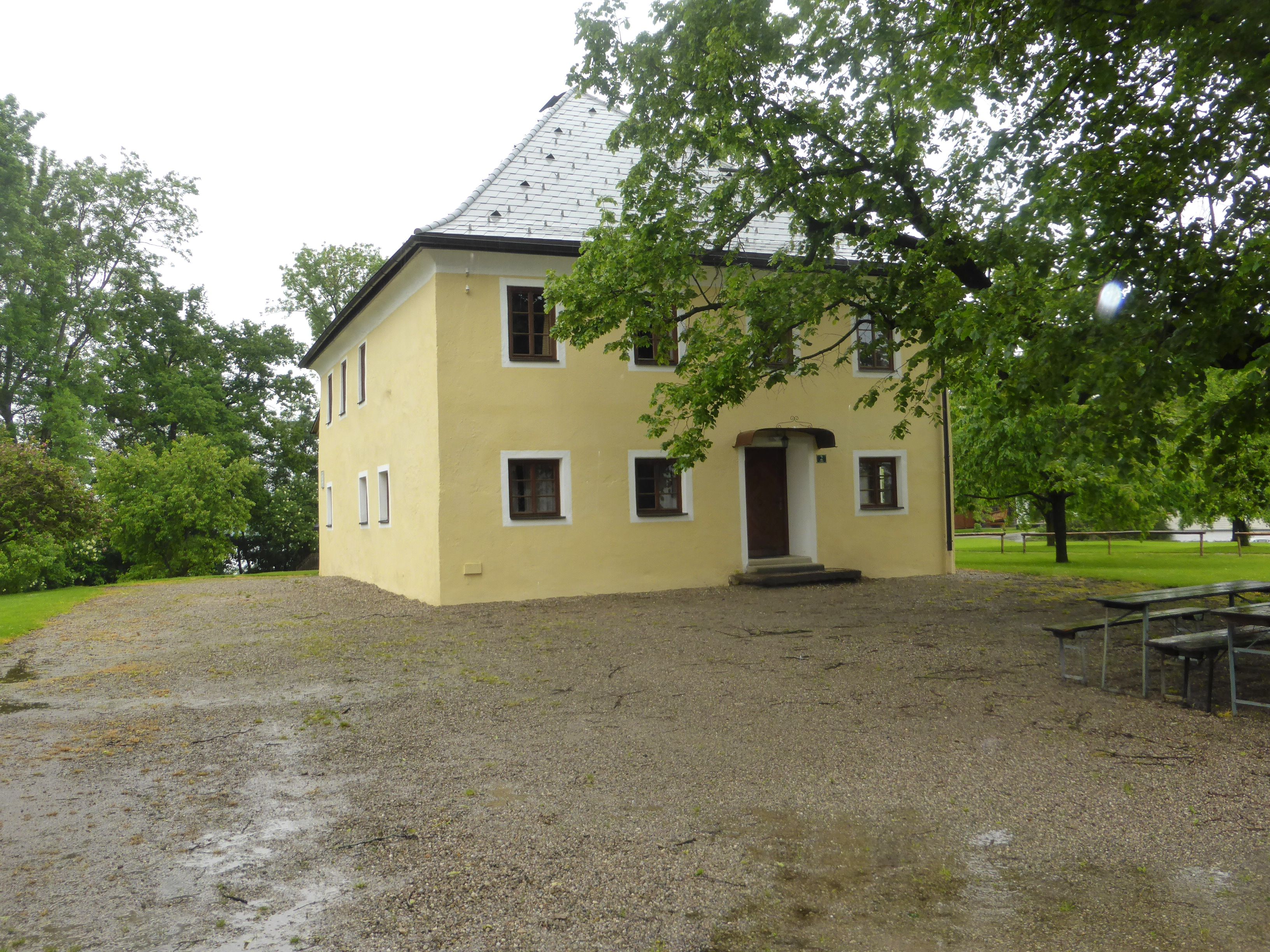
Barockes Nebengebäude

### Meierei und Jagdschloss
1453 besiegelt ein Hanns der Zeller zw Zell eine Urkunde, mit der eine Stiftung an die Bruderschaft um den Mattsee besiegelt wird. Aus dem Patrozinium der Georgskapelle ist zu schließen, dass es sich um eine Burgkapelle gehandelt hat. 1527 werden in einem Salbuch als Besitzer die Schettinger genannt. Da diese die Nachfolger der Noppinger in Perwang waren, kann vermutet werden, dass die Noppinger zuvor im Besitz des Gutes waren.
1602 verkaufte Sebastian Schettinger das Gut Zell ain Hof, das damals noch von Wasser umgeben war, an den Salzburger Erzbischofs Wolf Dietrich. In der Folge diente der Besitz Salzburger Domherren als Sommersitz, als Jagdschloss wie auch als Meierei und Fasanerie. Wolf Dietrich nannte sich noch bei seinem Tod Herr von Zell. Für das Jahr 1639 ist ein „neues Stöckl“ belegt, das wohl mit dem heutigen Hauptgebäude des Anwesens gleichzusetzen ist. Erzbischof Max Gandolf von Kuenburg ließ hier einen Fasanengarten einrichten. Ihm folgte Johann Ernst Graf Thun. Weitere Besitzer waren: der Domherr Siegmund Karl Graf von Castel Barco (1691), Georg Anton Graf von Thun (1698), Siegmund Felix Graf Schrattenbach (1714), Bischof von Laibach, Virgil Maria Graf Firmian (1769) zu Erbrecht. Dieser Übergang bildete insofern ein geschichtliches Intermezzo, der den Zellhof von seinem Onkel und damaligen Erzbischof Leopold Anton von Firmian erworben hatte. Ein aus dieser Zeit erhaltener Plan, entworfen von Oberlieutenant Christoph von Geyer, zeigt den Grundriss des hochfürstlichen Jagdschlosses und Meierhofes inmitten einer beeindruckenden barocken Gartenanlage. Diese wird wohl über das Planungsstadium nicht hinausgekommen sein, da Firmian den Kaufpreis nicht aufbringen konnte und der Zellhof nach seinem Tod an den Erzbischof zurückfiel. Schließlich wurde das Gut am 17. August 1789 vom Stift Mattsee erworben, in dessen Besitz es sich auch heute noch befindet.
Die heutige Bausubstanz verweist auf eine Entstehungszeit um 1600, obwohl laut Tradition hier das erste Kloster von Mattsee (Zelle) gestanden haben soll. Im Westen liegt der ehemalige Gutshof, heute ein zweigeschoßiges Wohnhaus mit hohem Satteldach. Das Äußere des Gebäudes stammt aus der Zeit nach dem Brand von 1849; im Inneren sind Gewölbe aus dem 17. Jahrhundert erhalten. Zu der Anlage gehört ein weiterer kubischer Barockbau mit hohem Zeltdach.

### Jüngere Geschichte
Das Collegiatstift Mattsee betrieb das landwirtschaftliche Gut zunächst in Eigenbewirtschaftung, bevor es weiterverpachtet wurde. 1890 krähte wohl nicht zum ersten Mal in der wechselvollen Geschichte der rote Hahn: die aufwändige Dachkonstruktion des Herrenhauses brannte nieder und wurde in der heutigen, vereinfachten Form wieder aufgebaut. Bis in die 1930er Jahre bestand am Zellhof auch eine bei den Wallfahrern beliebte Gaststätte.
Bis heute hält sich hartnäckig das Gerücht, in den letzten Kriegstagen des Zweiten Weltkrieges sei die ungarische Stephanskrone am Zellhof verborgen gewesen. Tatsächlich war die Stephanskrone ganz in der Nähe am Mattseer Unerseehügel vergraben. Das ungarische Krönungsschwert verbrachte im Frühjahr 1945 allerdings tatsächlich einige Tage am Zellhof.
Von 1939 bis 1964 war der Zellhof an die Herz-Jesu-Missionare verpachtet, die unter anderem ein Heim für schwer erziehbare Jugendliche betrieben. In der Nachfolge wurde die Landwirtschaft privat verpachtet und der alte Gutshof vom österreichischen Bundesheer genutzt. 1970 ging die Pacht an die Pfadfinder, die das Gut seit dieser Zeit in ehrenamtlicher Arbeit zum Jugendzentrum und Lagerplatz ausbauen.
Das Pfadfinderdorf Zellhof zählt mittlerweile zu einem der wichtigsten internationalen Pfadfinderzentren und ist Mitglied im Goose- sowie SCENES (Scout Centres of Excellence for Nature and Environment) Network.
Die Kapelle ist besonders für Taufen und Hochzeiten beliebt.

## Die Kirchenlinde

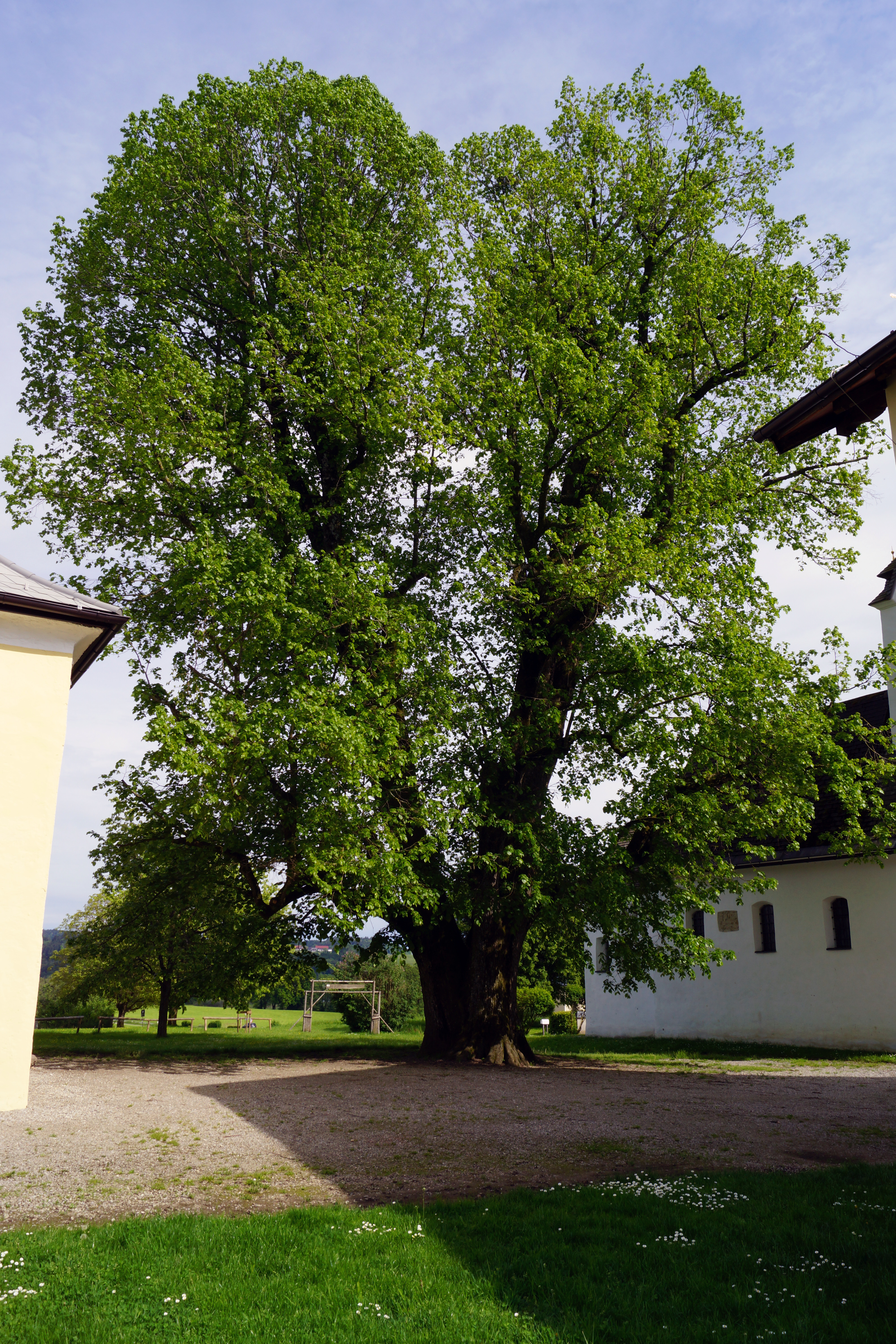
Linde in Zellhof

Die Linde in Zellhof ist als Naturdenkmal ausgewiesen (NDM00213).
Die Sommer-Linde wird auf ein Alter von rund 300 Jahren geschätzt. Sie weist einen Kronendurchmesser von 18 bis 23 m, eine Höhe von 25 bis 30 m und einen Brusthöhenumfang von 5,56 m zur Zeit der Unterschutzstellung 1987 auf. Die doppelstämmige Linde vereinzelt sich in rund 3 m Höhe in mehrere starke Äste.